# Carlos Lozada
Carlos Eduardo Lozada Contreras (26 de agosto de 1964) es un ingeniero civil peruano. Fue Ministro de Vivienda y Ministro de Transportes y Comunicaciones del Perú durante el Gobierno de Martín Vizcarra.

## Carrera profesional
Estudió en el Liceo Naval Teniente Clavero, ubicado en Ventanilla, Callao.  Es titulado en ingeniería civil por la Universidad Nacional de Ingeniería (UNI). Cuenta con estudios de maestría en Transportes por la Universidad Nacional de Ingeniería, asimismo con estudios de especialización en Finanzas en ESAN y en Proyectos de Inversión Pública en la Pontificia Universidad Católica del Perú.
En el ministerio de Transportes y Comunicaciones, ocupó el cargo de director general de la Oficina de Planeamiento y Presupuesto y director general de la Dirección de Caminos y Ferrocarriles desde 2012. Además fue director ejecutivo de Proyecto Especial de Infraestructura de Transporte Nacional (Provías Nacional).
Ha sido consultor externo para el Banco Internacional para la Reconstrucción y Fomento (BIRF) y fue parte del equipo de consultores a cargo de la preparación del Proyecto de Transporte Urbano para el Área Metropolitana de Lima y Callao (Protum).